# گاترسلبن
گاترسلبن (به آلمانی: Gatersleben) یک منطقهٔ مسکونی در آلمان است که در زی‌لند، آلمان واقع شده‌است. گاترسلبن  ۲٬۲۷۲ نفر جمعیت دارد.